# Pospółka

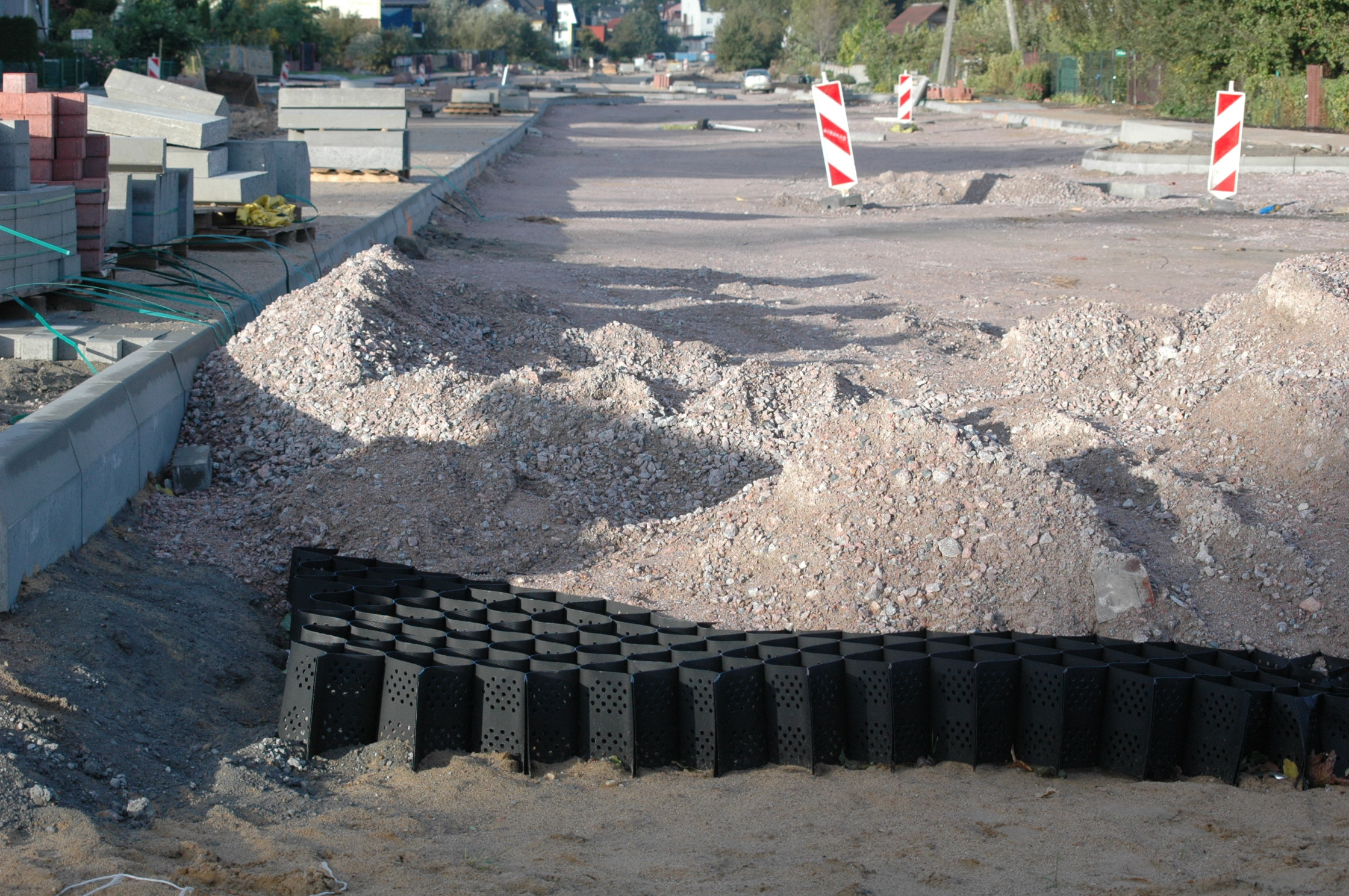
Pospółka wraz z geokratą podczas budowy drogi w Międzyzdrojach.

Pospółka – materiał sypki lub kawałkowy niesortowany (np. węgiel, kruszywo budowlane). Pospółka to jednocześnie grunt rodzimy mineralny zbliżony do piasku i żwiru.
Materiał ten określony jest normą PN-B-02480:1986 i charakteryzuje się zawartością sumy frakcji żwirowej i kamienistej pomiędzy 10 a 50%
( 50 % ≥ fk+fż > 10 % ). W przypadku występowania frakcji iłowej w ilości ponad 2% (fi > 2 %), określa się taki materiał jako pospółkę gliniastą. Uziarnienie graniczne pospółki od 0,075 mm do 63 mm.
Pospółka ze względu na dobre właściwości filtracyjne, mechaniczne i dużą nośność – jest materiałem często wykorzystywanym w budownictwie jako podbudowa pod fundamenty, w drogownictwie do wykonania warstw odsączających nasypów drogowych (współczynnik filtracji k > 8 m/dobę) i w pokrewnych dziedzinach.